# Peyton Rous
(Francis) Peyton Rous (Baltimore, Maryland, 5 de octubre de 1879 - 16 de febrero de 1970) recibió su B.A. de la Escuela Médica de la Universidad Johns Hopkins. Fue parte del descubrimiento del rol de los virus en la transmisión de ciertos tipos de cáncer. En 1966 fue galardonado con el Premio Nobel de Fisiología o Medicina por su trabajo.
Rous estuvo involucrado en el descubrimiento del papel que toman los viruses en la transmisión de ciertos tipos de cáncer.
En 1911, trabajando como patólogo, observó cómo un tumor maligno (en específico, un Sarcoma) que estaba creciendo en una gallina doméstica, podía ser transferido a otra ave simplemente al exponer al ave sana a un filtrado libre de células. Este descubrimiento, que el cáncer podía ser transmitido por un virus (ahora conocido como el Virus de Sarcoma de Rous, un retrovirus), fue desacreditado por la mayoría de expertos de ese campo en aquel momento. Como Rous era relativamente nuevo, pasaron varios años antes que alguien tratase de replicar sus resultados previos. Sin embargo, algunos investigadores influyentes quedaron suficientemente impresionados como para nominarle al Comité Nobel en 1926 (y en muchos años posteriores). Rous finalmente recibió el premio 40 años después, a los 87 años de edad. Rous mantiene el título del beneficiario más longevo del Premio Nobel de Fisiología o Medicina.